# Gamasutra
Gamasutra – strona internetowa założona w 1997 roku, skupiająca się na wszystkich aspektach produkcji gier. Właścicielem strony jest UBM Tech.
Gamasutra prezentuje nowości na temat wydawanych gier, zachęca specjalistów do publikacji blogów w celu dzielenia się swoimi informacjami z innymi deweloperami oraz pomaga w znalezieniu pracy w branży. Redakcja bierze również udział w prowadzaniu wywiadów z projektantami, programistami i wydawcami.
Serwis otrzymał nagrodę Webby Award w 2006 roku za wypowiedź Heart plus science equals games (tłum. Serce plus nauka równa się gry) oraz rok później za Art plus science, still games (tłum. Sztuka plus nauka, to ciągle gry).